# Communauté de communes entre Cure et Yonne
La communauté de communes entre Cure et Yonne est une ancienne communauté de communes française, située dans le département de l'Yonne.

## Histoire
La communauté de communes entre Cure et Yonne a été créée le 1er janvier 1999.
Elle s'est substituée au SIVOM de Vermenton, qui existait depuis 1984 et gérait les transports scolaires, le ramassage des ordures ménagères et les travaux de voirie.
Elle est dissoute le 31 décembre 2016 pour former la communauté de communes Chablis, Villages et Terroirs par fusion avec la communauté de communes du Pays chablisien. Les communes de Bois-d'Arcy et Arcy-sur-Cure rejoignent de leur côté la communauté de communes Avallon - Vézelay - Morvan.

## Composition
Elle était composée des communes suivantes :
| Nom               | Code Insee | Gentilé           | Superficie (km2) | Population (dernière pop. légale) | Densité (hab./km2) |
| ----------------- | ---------- | ----------------- | ---------------- | --------------------------------- | ------------------ |
| Accolay           | 89001      | Accolois          | 9,27             | 409 (2014)                        | 44                 |
| Arcy-sur-Cure     | 89015      | Arcyats           | 26,33            | 490 (2014)                        | 19                 |
| Bazarnes          | 89030      | Bazarnais         | 19,39            | 416 (2014)                        | 21                 |
| Bessy-sur-Cure    | 89040      | Bessyats          | 10,53            | 187 (2014)                        | 18                 |
| Bois-d'Arcy       | 89049      |                   | 3,48             | 25 (2014)                         | 7,2                |
| Cravant           | 89130      | Cravantais        | 22,54            | 854 (2014)                        | 38                 |
| Lucy-sur-Cure     | 89233      | Lucyats           | 10,58            | 222 (2014)                        | 21                 |
| Mailly-la-Ville   | 89237      | Maillyvillageois  | 23,79            | 516 (2014)                        | 22                 |
| Mailly-le-Château | 89238      | Mailly-Castellois | 37,28            | 576 (2014)                        | 15                 |
| Prégilbert        | 89314      |                   | 6,80             | 197 (2014)                        | 29                 |
| Sacy              | 89330      |                   | 27,70            | 189 (2013)                        | 6,8                |
| Sainte-Pallaye    | 89363      | Palladiens        | 4,07             | 120 (2014)                        | 29                 |
| Sery              | 89394      |                   | 4,26             | 106 (2014)                        | 25                 |
| Trucy-sur-Yonne   | 89424      |                   | 8,31             | 143 (2014)                        | 17                 |
| Vermenton         | 89441      | Vermentonnais     | 53,34            | 1 363 (2014)                      | 26                 |

## Administration
Le siège de la communauté de communes est situé à Vermenton.

### Conseil communautaire
L'intercommunalité est gérée par un conseil communautaire composé de délégués issus de chacune des communes membres et élus pour une durée de six ans, coïncidant ainsi avec les échéances des scrutins municipaux. À compter des élections municipales de 2014, ils sont répartis selon la population des communes, de un à quatre délégués, selon que la commune comptât moins de 50, moins de 500, moins de 1 000 ou moins de 1 500 habitants.
Les délégués sont depuis lors répartis comme suit :
| Nombre de délégués | Communes                                                                                                  |
| ------------------ | --- |
| 4                  | Vermenton                                                                                                 |
| 3                  | Arcy-sur-Cure, Cravant, Mailly-la-Ville, Mailly-le-Château                                                |
| 2                  | Accolay, Bazarnes, Bessy-sur-Cure, Lucy-sur-Cure, Prégilbert, Sacy, Sainte-Pallaye, Sery, Trucy-sur-Yonne |
| 1                  | Bois-d’Arcy                                                                                               |

### Présidence
Le conseil communautaire élit un président. Son président actuel est Dominique Charlot.
| Période                                  | Période          | Identité          | Étiquette | Qualité |
| ---------------------------------------- | ---------------- | ----------------- | --------- | ------- |
| Les données manquantes sont à compléter. |                  |                   |           |         |
| [Quand ?]                                | 2014             | Yves Depouhon     |           |         |
| 14 avril 2014                            | 31 décembre 2016 | Dominique Charlot |           |         |

## Autres adhésions
- Syndicat mixte de la vallée nord de la Cure
- Syndicat Intercommunal d'étude pour la mise en valeur du Canal du Nivernais de la rivière Yonne

Le pays avallonnais regroupe :
- la communauté de communes entre Cure et Yonne
- la communauté de communes du Pays de Coulanges-sur-Yonne
- la communauté de communes de la Terre Plaine
- la communauté de communes de l'Avallonnais
- la communauté de communes de la Haute Vallée du Serein

### Sources
- Le SPLAF (Site sur la Population et les Limites Administratives de la France)
- La base ASPIC